# That's What I Like (chanson de Bruno Mars)
Pour l’article homonyme, voir That's What I Like (homonymie).
Singles de Bruno Mars
24K Magic
(2016) Versace on the Floor
(2017)
That's What I Like est une chanson de Bruno Mars sortie en single le 1er mars 2017, deuxième extrait de l'album 24K Magic sorti en novembre 2016.
En octobre 2017, le clip vidéo atteint le milliard de visionnages sur YouTube.